# Detlef (Film)
Detlef ist ein Dokumentarfilm von Stefan Westerwelle und Jan Rothstein, der auf der Berlinale 2012 uraufgeführt wurde. Der Film behandelt das Leben von Detlef Stoffel, der in den 1970er-Jahren einer der wichtigsten Aktivisten der Lesben- und Schwulenbewegung Deutschlands war.

## Inhalt
Der sechzigjährige Detlef Stoffel lebt heute in Bielefeld, wo er seine mehr als 90 Jahre alte Mutter pflegt. Anhand von Archivmaterial wird aus seinem Leben erzählt, von seinem Coming-out Anfang der 1970er bis zum Ende seines aktiven Engagements in der politischen Schwulenbewegung 1980. Zu Wort kommen auch teils prominente Interviewpartner, die in den 1970er-Jahren zu Stoffels Umfeld gehört haben. Der Film beschränkt sich aber nicht auf die Beschreibung der Vergangenheit, sondern porträtiert auch den heutigen Detlef Stoffel.

## Rezeption
Elmar Kraushaar nannte den Film in der Frankfurter Rundschau eine „nachdenkliche und oft nüchtern-lakonische Filmbilanz“ und lobt, die Filmemacher erzählten „erstaunlich kompetent mit dem stimmig dosierten Einsatz von Dokumentarmaterial und Zeitzeugenaussagen.“ Nach Ansicht des Rezensenten des Tagesspiegels sind einige der Aufnahmen „von unschätzbarem Wert“ und vermitteln eine „Ahnung vom Chaos der Zeit“.